# Cấy ghép gan
Cấy ghép gan là việc thay thế lá gan của người mắc bệnh gan bằng một phần hoặc toàn bộ lá gan khỏe mạnh của người khác. Thông thường, lá gan gốc được tách ra khỏi cơ thể và lá gan mới được đặt lại vào vị trí ban đầu của lá gan gốc. Cấy ghép gan là một phương pháp điều trị bệnh gan giai đoạn cuối và suy gan cấp tính hữu hiệu. Phẫu thuật cấy ghép gan hết sức phức tạp, thường cần tới ba bác sĩ phẫu thuật, hai bác sĩ gây mê cùng với các y tá hỗ trợ, và có thể kéo dài từ 4 đến 18 giờ.

## Lịch sử
Ca cấy ghép gan trên người đầu tiên được thực hiện vào năm 1963 tại Denver, Colorado, Mỹ bởi một nhóm các bác sĩ phẫu thuật do Thomas Starzl chỉ đạo. Sau đó bác sĩ Starzl tiếp tục thực hiện một vài ca cấy ghép khác trong những năm tiếp theo cho đến khi đạt được thành công vào năm 1967 với trường hợp sống sót một năm sau phẫu thuật đầu tiên. Trong suốt thập niên 1970, mặc dù kĩ thuật phẫu thuật tiếp tục được phát triển, cấy ghép gan vẫn chỉ mang tính thử nghiệm với tỉ lệ sống sót một năm sau phẫu thuật chỉ khoảng 25%. Việc sử dụng ciclosporin do bác sĩ Roy Calne khởi xướng đã cải thiện đáng kể hiệu quả phẫu thuật cấy ghép gan, và kĩ thuật này đã trở thành phương pháp điều trị tiêu chuẩn đối với cả người lớn lẫn trẻ em khi được chỉ định trong thập niên 1980. Hiện nay phẫu thuật cấy ghép gan được thực hiện tại trên 100 cơ sở y tế ở Mỹ, cũng như tại nhiều cơ sở ở châu Âu và nhiều nơi khác. Mặc dù kĩ thuật này vẫn còn hết sức phức tạp với nguy cơ biến chứng cao, tỉ lệ bệnh nhân sống sót một năm sau phẫu thuật đã tăng lên đến 80–85%. Tuy nhiên, số lượng gan được hiến tặng từ người đã chết thấp hơn nhiều so với số bệnh nhân cần cấy ghép. Điều này dẫn đến sự phát triển của việc cấy ghép từ người hiến tạng còn sống.

## Chỉ định
Khi không thể phục hồi chức năng gan, cấy ghép gan có thể được thực hiện trên bất kì bệnh nhân gan cấp tính hoặc mãn tính nào với điều kiện bệnh nhân không mắc những bệnh và hội chứng không cho phép cấy ghép. Ung thư di căn không được kiểm soát, lạm dụng chất gây nghiện hoặc chất cồn và nhiễm trùng huyết là những trường hợp tuyệt đối không được cấy ghép gan. HIV cũng từng được xem là một tình trạng chống chỉ định tuyết đối nhưng hiện nay điều đó đã thay đổi. Ngoài ra, các tình trạng chống chỉ định tương đối bao gồm bệnh tim, phổi nghiêm trọng và một số bệnh khác. Phần lớn các ca cấy ghép gan được thực hiện trên bệnh nhân xơ gan.

## Ức chế miễn dịch
Cũng như ở các kĩ thuật cấy ghép nội tạng khác, lá gan được cấy ghép sẽ bị cơ thể đào thải nếu bệnh nhân không sử dụng thuốc ức chế miễn dịch. Tuy đối với cấy ghép gan, nguy cơ thải ghép giảm dần theo thời gian nhưng phần lớn bệnh nhân cấy ghép gan vẫn phải sử dụng thuốc ức chế miễn dịch trong suốt phần đời còn lại.

## Thải ghép
Sau khi cấy ghép gan, có thể xảy ra ba loại thải ghép: thải ghép siêu cấp tính, thải ghép cấp tính và thải ghép mãn tính. Thải ghép siêu cấp tính xảy ra chỉ trong vài phút hoặc giờ sau khi phẫu thuật. Thải ghép cấp tính là loại thải ghép thường gặp nhất và thường xảy ra trong một vài ngày hoặc tuần kể từ khi phẫu thuật. Thải ghép mãn tính là sự thải ghép xảy ra sau một năm trở lên. Nguyên nhân gây ra thải ghép mãn tính vẫn chưa được tìm ra, tuy nhiên thải ghép cấp tính có thể là dấu hiệu báo trước. Kết quả xét nghiệm của bệnh nhân bị thải ghép cho thấy sự bất thường ở các chỉ số AST, ALT, GGT, cũng như ở các chỉ số về chức năng gan như mức amonia, mức bilirubin, nồng độ albumin và đường huyết. Các triệu chứng bao gồm tổn thương não bộ, vàng da, dễ bầm tím và chảy máu, cũng như một số triệu chứng khác như cảm giác khó chịu, chán ăn, đau nhức cơ, sốt nhẹ, lượng bạch cầu tăng.

## Kết quả
Cấy ghép gan có tiên lượng tương đối khả quan, tuy nhiên điều này có thể thay đổi ở những bệnh nhân mắc một số bệnh nhất định. Mặc dù không có công thức hay mô hình nào để tính toán khả năng sống sót; bệnh nhân cấy ghép gan có 58% cơ hội sống được 15 năm. Tỉ lệ cấy ghép thất bại vào khoảng từ 10% đến 15% do những nguyên nhân như biến chứng, chất lượng lá gan mới và sai sót trong phẫu thuật.

## Cấy ghép gan từ người hiến tạng còn sống
Cấy ghép gan từ người hiến tạng còn sống là một kĩ thuật ra đời trong một vài thập kỉ trở lại đây, xuất phát từ khả năng tự tái tạo của lá gan người cũng như sự thiếu hụt gan từ người hiến tạng đã chết. Trong kĩ thuật này, một phần lá gan khỏe mạnh được tách ra khỏi cơ thể của người hiến tạng và cấy ghép vào cơ thể của bệnh nhân, ngay sau khi lá gan ban đầu của bệnh nhân đã được loại bỏ hoàn toàn.
Phẫu thuật cấy ghép gan từ người hiến tạng còn sống bắt nguồn từ việc bố mẹ có con nhỏ mắc bệnh gan hiến một phần lá gan khỏe mạnh của mình để thay thế toàn bộ lá gan của con. Kĩ thuật này được thực hiện thành công lần đầu tiên vào năm 1989 bởi bác sĩ Christoph Broelsch tại Trung tâm Y tế Viện Đại học Chicago. Sau đó các nhà giải phẫu nhận ra rằng cấy ghép gan từ người hiến tạng còn sống cũng có thể được thực hiện trên bệnh nhân là người trưởng thành và hiện nay kĩ thuật này đã trở nên phổ biến tại một số cơ sở y tế. Ca cấy ghép gan từ người hiến tạng còn sống không có quan hệ gì với bệnh nhân đầu tiên được thực hiện vào năm 2012 tại bệnh viện Trường Đại học Thánh James, Anh.
Thông thường, từ 55% đến 70% lá gan của người hiến tạng được sử dụng để cấy ghép đối với bệnh nhân là người trưởng thành. Ở hầu hết những người hiến tạng khỏe mạnh, tối đa 70% lá gan có thể được tách ra khỏi cơ thể mà không gây nguy hiểm gì. Lá gan của người hiến tạng sẽ tự tái tạo và phục hồi chức năng bình thường trong 4–6 tuần, cũng như đạt kích thước và cấu tạo ban đầu không lâu sau đó. Quá trình tái tạo ở bệnh nhân được cấy ghép thì mất nhiều thời gian hơn.
Kĩ thuật này được đánh giá là phức tạp hơn so với cấy ghép toàn bộ lá gan, đồng thời tiềm ẩn vấn đề về đạo đức khi một cuộc đại phẫu được thực hiện trên cơ thể người khỏe mạnh. Trong nhiều trường hợp, người hiến tạng phải chịu 10% nguy cơ biến chứng, và đôi khi phải cần đến một cuộc phẫu thuật thứ hai. Các biến chứng thường gặp bao gồm rò mật, nhiễm trùng và tắc nghẽn mạch máu. Tỉ lệ tử vong ở người hiến tạng là 0% tại Nhật Bản, 0,3% tại Mỹ và thấp hơn 1% tại châu Âu. Ngoài ra, hệ miễn dịch của người hiến tạng cũng sẽ bị suy giảm trong quá trình gan tự tái tạo.

## Bảo quản gan trước khi cấy ghép
Sau khi được tách khỏi cơ thể người hiến tạng và trước khi tiến hành cấy ghép, lá gan được bảo quản trong một dung dịch lạnh. Nhiệt độ thấp làm chậm quá trình phân hủy, còn môi trường dung dịch có tác dụng chống lại sự thiếu máu lạnh. Bên cạnh đó, nhiều phương pháp bảo quản khác đang được nghiên cứu và phát triển, trong đó có phương pháp tưới máu bằng máy nhằm duy trì sự tuần hoàn máu cho gan khi không còn nằm trong cơ thể. Phương pháp này được nghiên cứu ở các điều kiện nhiệt độ thấp, nhiệt độ cơ thể, nhiệt độ thấp hơn nhiệt độ cơ thể, và đã được thực hiện thông công trên giả định tại trường Đại học Columbia và trường Đại học Zurich. Một nghiên cứu được xuất bản vào năm 2014 cho thấy thời gian bảo quản có thể được kéo dài đáng kể khi lá gan được giữ ở nhiệt độ dưới -6 °C.